# Lília Cabral
Lilia Cabral Bertolli Figueiredo (São Paulo, 13 de julho de 1957) é uma atriz brasileira, reconhecida na indústria e vencedora de diversos prêmios, tendo sido duas vezes indicada ao Emmy Internacional de melhor atriz.
Conhecida pela versatilidade em seus personagens, sempre muito intensos. Ela já recebeu vários prêmios em sua carreira, incluindo um Grande Otelo, quatro Troféus Imprensa, um Prêmio APCA, um Prêmio Shell e três Prêmios Qualidade Brasil, além de ter sido indicada duas vezes ao Prêmio Emmy Internacional de melhor atriz, por seu trabalho nas telenovelas Páginas da Vida (2006) e Viver a Vida (2009).

## Biografia
Nascida e criada na Lapa, bairro da Zona Oeste de São Paulo, Lilia é filha do italiano Gino Bertolli, natural de Luca, e da portuguesa Almedina Sofia Cabral, natural de Nordestinho, nos Açores. Em entrevistas revelou que, por conta da morte da mãe em 1987, sofreu com depressão e síndrome do pânico, fazendo psicoterapia por alguns anos. 
Formou-se em artes cênicas pela Escola de Arte Dramática na turma de 1978.

## Vida pessoal

### Relacionamentos
Casou-se em 1986 com seu noivo, o cineasta João Henrique Jardim, que namorava desde 1982. Em 1990 engravidou, mas sofreu um aborto espontâneo. O casal divorciou-se em 1993 por divergências conjugais. Após outros relacionamentos, em 1994 casou-se com o economista Iwan Figueiredo. Em 1996 após descobrir que estava grávida decidiu oficializar a união, no entanto, a atriz acabou sofrendo um aborto espontâneo. Ainda em 1996 Lilia engravidou novamente, e de parto cesariana teve sua filha: Giulia Bertolli Figueiredo, nascida no Rio de Janeiro, em 21 de janeiro de 1997.

## Carreira

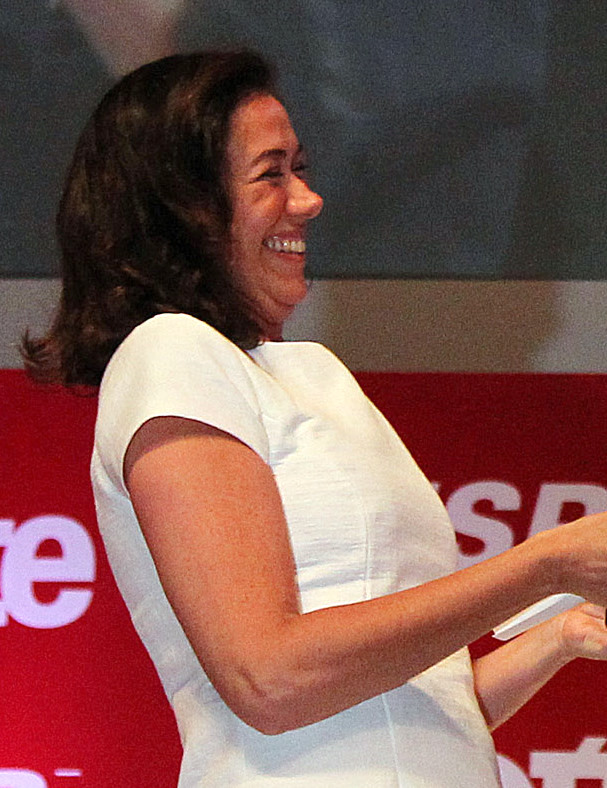
Lilia recebe Prêmio "Personalidade do ano na televisão" promovido pela revista Istoé Gente em 2011

Estreou no teatro em 1978 em Marat-Sade, emendando outras peças como Divinas Palavras, Estado de Sitio e o O Bordel. Em 1981 passou nos testes para Os Imigrantes, escrita por Benedito Ruy Barbosa na Band, onde interpretou a Angelina, neta do protagonista de Rubens de Falco. Entre 1981 e 1982 esteve no elenco de Os Adolescentes, onde deu vida a Marcela, principal antagonista que infernizava a vida da personagem de Júlia Lemmertz. Em 1984, pelo destaque na Band, foi contratada pela Rede Globo para atuar em Corpo a Corpo, de Gilberto Braga, vivendo a perua Margarida. Um fato curioso é que desde então não ficou um ano sequer fora da televisão.
Entre 1986 e 1987, interpretou Antonieta em Hipertensão, uma mulher que tinha duas personalidades, a de mulher inocente e ingênua durante o dia, e a de dançarina em boate durante a noite. Logo depois, fez a primeira fase da novela Mandala como Lena. Em 1988, atuou em Vale Tudo, de Gilberto Braga e Aguinaldo Silva, no papel da secretária Aldeíde Candeias, que sofria nas mãos do patrão Marco Aurélio(Reginaldo Faria) e vivia inventando desculpas para sair mais cedo, e que ficava milionária ao longo da trama. Em 1989, viveu a beata Amorzinho no grande sucesso de Aguinaldo Silva, Tieta. Logo depois, vieram a insana Ernestina em Salomé, a dançarina Alva em Pedra Sobre Pedra e a dissimulada Simone em Pátria Minha, além das minisséries O Portador e Sex Appeal. Em 1995, participou de História de Amor, como a neurótica e obsessiva Sheila, iniciando sua parceria com Manoel Carlos. Depois, em 1997, participou em Anjo Mau, como Goreti. Naquele mesmo ano, apesar de não ter atuado na novela, seu rosto aparecia diariamente no canto superior de uma das fotos da abertura de Por Amor. Em 1998, interpretou a perua Verena na telenovela Meu Bem Querer e, em 1999, foi a mãe de Tati, protagonista da primeira temporada de Malhação.
Em 2000, atuou na novela Laços de Família, como Ingrid, mãe da vilã Íris (Deborah Secco), uma mulher do interior que se muda para a cidade e morre num assalto. Em 2001, viveu a vilã cômica Daphne em Estrela-Guia e, no ano seguinte, apareceu em outra novela das seis, Sabor da Paixão, como a doce Edith. Em 2003, participou de Chocolate com Pimenta, como a vilã cômica Bárbara Albuquerque. Posteriormente, integrou o elenco de Começar de Novo, como Aída, dona de um famoso spa.
Em 2006, foi a antagonista Marta Toledo Flores, em Páginas da Vida, e sua interpretação recebeu o Troféu Imprensa de melhor atriz daquele ano, também sendo indicada ao Emmy Internacional de 2007, na categoria de melhor atriz. Contudo, perdeu a estatueta para a atriz francesa Muriel Robin, pela sua participação em Marie Besnard — The Poisoner. A atriz colheu vários elogios e prêmios pelo seu desempenho como a vilã Marta, considerada um divisor de águas na sua carreira. Em 2008, viveu a sofrida Catarina, na novela A Favorita, de João Emanuel Carneiro, que convivia com o abuso físico do marido Léo (Jackson Antunes) e com a descoberta da sua bissexualidade e seu relacionamento com Stela (Paula Burlamaqui). Em 2009, estrelou o filme Divã, no qual interpretou a protagonista Mercedes. Posteriormente, viveu a ex-modelo Tereza, em Viver a Vida, uma mulher dominadora que rivaliza com Helena, vivida por Taís Araújo. Em 2011, retornou à TV em Fina Estampa, onde interpretou sua primeira protagonista no horário nobre, Griselda Pereira, a "Pereirão", ganhando vários prêmios como melhor atriz pelo desempenho na novela.
Em 2013 protagonizou o remake Saramandaia, interpretando a empresária Vitória Vilar. Em 2014, interpreta Maria Marta, a vilã de Império, novela das nove de Aguinaldo Silva, continuando a parceria com o autor. Por essa personagem, ganhou o Troféu Imprensa e o Prêmio Extra, ambos em melhor atriz.
Em 2016, participa da novela das onze Liberdade, Liberdade, como a sofrida cafetina Virgínia. Em 2017 vive Silvana, uma compulsiva por jogos, em A Força do Querer, de Glória Perez, retornando ao horário nobre global. Em 2018, repete novamente a parceria com o autor Aguinaldo Silva, interpretando a milionária Valentina Marsalla, em O Sétimo Guardião.

## Filmografia

### Televisão
| Ano  | Título                                   | Papel                                          | Nota                                                                                           |
| ---- | ---------------------------------------- | ---------------------------------------------- | ---------------------------------------------------------------------------------------------- |
| 1981 | Os Adolescentes                          | Marcela                                        |                                                                                                |
| 1981 | Os Imigrantes                            | Angelina                                       |                                                                                                |
| 1982 | Os Imigrantes: Terceira Geração          | Angelina                                       |                                                                                                |
| 1984 | Corpo a Corpo                            | Margarida Fraga Dantas                         |                                                                                                |
| 1985 | De Quina pra Lua                         | Marieta                                        |                                                                                                |
| 1986 | Hipertensão                              | Antonieta (Tatá)                               |                                                                                                |
| 1987 | Mandala                                  | Lena                                           |                                                                                                |
| 1988 | Vale Tudo                                | Aldeíde Candeias                               |                                                                                                |
| 1989 | Tieta                                    | Amorosa de Jesus (Amorzinho)                   |                                                                                                |
| 1991 | Salomé                                   | Ernestina                                      |                                                                                                |
| 1991 | O Portador                               | Luciana                                        |                                                                                                |
| 1992 | Você Decide                              | Arminda (Mindinha)                             | Episódio: "Cigarra ou Formiga"                                                                 |
| 1992 | Pedra sobre Pedra                        | Alva                                           |                                                                                                |
| 1993 | Sex Appeal                               | Clarisse Fonseca                               |                                                                                                |
| 1994 | Você Decide                              | Neusinha                                       | Episódio: "A Copa do Mundo é Nossa"                                                            |
| 1994 | Pátria Minha                             | Simone Barcelos Pellegrini                     |                                                                                                |
| 1995 | História de Amor                         | Sheila Bueno                                   |                                                                                                |
| 1995 | Engraçadinha: Seus Amores e Seus Pecados | Eduarda                                        |                                                                                                |
| 1995 | Confissões de Adolescente                | Gilda                                          | Episódio: "Por Um Triz"                                                                        |
| 1996 | Você Decide                              | Celina                                         | Episódio: "Pai de Aluguel"                                                                     |
| 1997 | Anjo Mau                                 | Goreti Garcia Abreu                            |                                                                                                |
| 1998 | Dona Flor e Seus Dois Maridos            | Violeta                                        |                                                                                                |
| 1998 | Sai de Baixo                             | Miriam                                         | Episódio: "O Casamento do Meu Melhor Amigo"                                                    |
| 1998 | Meu Bem Querer                           | Verena Alves Serrão                            |                                                                                                |
| 1999 | Você Decide                              | Laura                                          | Episódio: "Ligeiramente Grávida"                                                               |
| 1999 | Você Decide                              | Claudete                                       | Episódio: "Robin Hood Aposentado"                                                              |
| 1999 | Mulher                                   | Dalva                                          | Episódio: "Mãe Menina"                                                                         |
| 1999 | Malhação                                 | Claudia Almeida                                | Temporada 6                                                                                    |
| 2000 | Laços de Família                         | Ingrid Frank Lacerda                           | Episódios: "5 de junho–3 de outubro"                                                           |
| 2001 | Estrela-Guia                             | Daphne Pimenta                                 |                                                                                                |
| 2001 | Sai de Baixo                             | Dora                                           | Episódio: "Família de Aluguel"                                                                 |
| 2001 | Brava Gente                              | Isadora                                        | Episódio: "Proezas do Finado Zacarias"                                                         |
| 2001 | Os Normais                               | Amanda                                         | Episódio: "Surpresas são Normais"                                                              |
| 2002 | Sítio do Picapau Amarelo                 | Hera                                           | Episódio: "Os XII Trabalhos de Hércules"                                                       |
| 2002 | A Grande Família                         | Margot Pereba                                  | Episódio: "Noiva em Fúria" Episódio: "Explode Coração" Episódio: "Vai Para o Trono ou Não Vai" |
| 2002 | Sabor da Paixão                          | Edith Rosa                                     |                                                                                                |
| 2003 | Chocolate com Pimenta                    | Bárbara Albuquerque                            |                                                                                                |
| 2004 | Começar de Novo                          | Aída Meira                                     |                                                                                                |
| 2004 | A Diarista                               | Pinky                                          | Episódio: "Mulheres Que Enchem o Saco Demais"                                                  |
| 2005 | A História de Rosa                       | Drª. Estela Duncar                             | Especial de fim de ano                                                                         |
| 2006 | A Grande Família                         | Margot Pereba                                  | Episódio: "A Malvada"                                                                          |
| 2006 | Páginas da Vida                          | Marta Toledo Flores                            |                                                                                                |
| 2007 | A Diarista                               | Dona Elvira                                    | Episódio: "Aquela da Doida"                                                                    |
| 2007 | Toma Lá, Dá Cá                           | Drª. Mísia                                     | Episódio: "Freud Já Não Explica Mais"                                                          |
| 2008 | A Favorita                               | Catarina Coppola Monteiro                      |                                                                                                |
| 2009 | Viver a Vida                             | Tereza Saldanha                                |                                                                                                |
| 2011 | Fina Estampa                             | Griselda da Silva Pereira (Pereirão)           |                                                                                                |
| 2011 | Divã                                     | Mercedes Cunha Ribeiro                         |                                                                                                |
| 2013 | Saramandaia                              | Vitória Vilar                                  |                                                                                                |
| 2014 | Império                                  | Maria Marta Medeiros de Mendonça e Albuquerque |                                                                                                |
| 2016 | Tá no Ar: a TV na TV                     | Falsa Helena / Globeleza                       | Episódio: "18 de janeiro" Episódio: "2 de fevereiro"                                           |
| 2016 | Liberdade, Liberdade                     | Virgínia Loredano                              |                                                                                                |
| 2017 | A Força do Querer                        | Silvana Garcia                                 |                                                                                                |
| 2018 | O Sétimo Guardião                        | Valentina Marsalla / Marlene Rocha             |                                                                                                |
| 2019 | Tá no Ar: a TV na TV                     | Ela mesma                                      | Episódio: "12 de fevereiro"                                                                    |
| 2019 | Zorra                                    | Dona Sandra / Ela mesma                        | Episódio: "2 de novembro"                                                                      |
| 2020 | Todas as Mulheres do Mundo               | Dionara                                        | Episódio: "Dionara"                                                                            |
| 2020 | Salve-se Quem Puder                      | Ela mesma                                      | Episódio: "13 de março"                                                                        |
| 2023 | Fuzuê                                    | Maria Isabel Azevedo Montebello (Bebel)        |                                                                                                |
| 2023 | Agora Vai                                | Mãe do Fábio Porchat                           | Especial de fim de ano                                                                         |
| 2024 | Garota do Momento                        | Maristela Alencar                              |                                                                                                |
| 2025 | Falas Femininas                          | Bárbara                                        | Especial do Dia Internacional da Mulher                                                        |
| 2025 | Show 60 Anos                             | Maristela Alencar                              | Especial dos 60 anos da Globo                                                                  |

### Cinema
| Ano  | Título                    | Papel                    | Nota |
| ---- | ------------------------- | ------------------------ | ---- |
| 1989 | Dias Melhores Virão       | Secretária               |      |
| 1990 | Stelinha                  | Chris                    |      |
| 1990 | Assim na Tela Como no Céu | Maria Madalena           |      |
| 1998 | Como Ser Solteiro         | Analista                 |      |
| 2001 | A Partilha                | Lúcia                    |      |
| 2009 | Divã                      | Mercedes Cunha Ribeiro   |      |
| 2011 | Amor?                     | Laura                    |      |
| 2014 | Julio Sumiu               | Edna                     |      |
| 2019 | Maria do Caritó           | Maria do Caritó (Caritó) |      |
| 2023 | Tire 5 Cartas             | Fátima                   |      |
| 2025 | A Lista                   | Laurita                  |      |

## Teatro
| Ano     | Título                              | Papel               |
| ------- | ----------------------------------- | ------------------- |
| 1978    | Marat Sade                          | Charlotte Cordeille |
| 1979    | Divinas Palavras                    | Marigaila           |
| 1981    | Seda Pura e Alfinetadas             | Manequim            |
| 1981    | De Como Dia Virou Noite e a Noite.. |                     |
| 1982    | Cinderela, Cinderela                |                     |
| 1983–84 | Feliz Ano Velho                     |                     |
| 1986    | Miss Banana                         |                     |
| 1988    | Delicadas Torturas                  |                     |
| 1989    | JK                                  | Sarah Kubitscheck   |
| 1989    | Machado em Cena — Um Sarau Carioca  |                     |
| 1991    | La Ronde                            |                     |
| 1992    | Baile de Máscaras                   |                     |
| 1993–94 | Solteira, Casada, Viúva, Divorciada | 4 personagens       |
| 1996    | Futuro do Pretérito                 |                     |
| 2002–03 | Unha e Carne                        | Isadora             |
| 2005–09 | Divã                                | Mercedes            |
| 2010–15 | Maria do Caritó                     | Maria do Caritó     |
| 2020–23 | A Lista                             | Laurita             |

## Literatura
| Ano  | Título                   | Autora           | Nota      |
| ---- | ------------------------ | ---------------- | --------- |
| 2007 | Descobrindo Lília Cabral | de Analu Ribeiro | Biografia |

## Prêmios e indicações
| Ano  | Prêmio                                     | Categoria                                    | Nomeação                            | Resultado |
| ---- | ------------------------------------------ | -------------------------------------------- | ----------------------------------- | --------- |
| 1982 | Troféu Mambembe                            | Melhor Atriz                                 | Cinderela, Cinderela                | Venceu    |
| 1993 | Prêmio Shell                               | Melhor Atriz                                 | Solteira, Casada, Viúva, Divorciada | Venceu    |
| 1997 | 3º Prêmio Sharp de Teatro                  | Melhor Atriz                                 | O Futuro do Pretérito               | Indicada  |
| 2005 | Prêmio Shell                               | Melhor Atriz                                 | Divã                                | Indicada  |
| 2005 | Prêmio Qualidade Brasil                    | Melhor Atriz                                 | Maria do Caritó                     | Venceu    |
| 2006 | Prêmio APCA                                | Melhor Atriz                                 | Páginas da Vida                     | Venceu    |
| 2006 | Prêmio Extra de Televisão                  | Melhor Atriz                                 | Páginas da Vida                     | Venceu    |
| 2006 | Prêmio TV Press                            | Melhor Atriz                                 | Páginas da Vida                     | Venceu    |
| 2006 | Melhores do Ano                            | Melhor Atriz                                 | Páginas da Vida                     | Indicada  |
| 2007 | Prêmio Emmy Internacional                  | Melhor Atriz                                 | Páginas da Vida                     | Indicada  |
| 2007 | Prêmio Qualidade Brasil                    | Melhor Atriz — SP                            | Páginas da Vida                     | Indicada  |
| 2007 | Troféu Internet                            | Melhor Atriz                                 | Páginas da Vida                     | Venceu    |
| 2007 | Troféu Imprensa[carece de fontes?]         | Melhor Atriz                                 | Páginas da Vida                     | Venceu    |
| 2007 | Prêmio Contigo! de TV                      | Melhor Atriz de Novela                       | Páginas da Vida                     | Venceu    |
| 2008 | Prêmio Qualidade Brasil                    | Melhor Atriz Coadjuvante                     | A Favorita                          | Venceu    |
| 2008 | Prêmio Extra de Televisão                  | Melhor Atriz Coadjuvante                     | A Favorita                          | Indicada  |
| 2008 | Melhores do Ano                            | Melhor Atriz Coadjuvante                     | A Favorita                          | Indicada  |
| 2009 | Prêmio Contigo! de TV                      | Melhor Atriz Coadjuvante                     | A Favorita                          | Indicada  |
| 2009 | Prêmio Quem de Televisão                   | Melhor Atriz                                 | Viver a Vida                        | Venceu    |
| 2009 | Prêmio Melhores da Revista da TV — O Globo | Melhor Atriz                                 | Viver a Vida                        | Venceu    |
| 2009 | Melhores do Ano — IG                       | Melhor Atriz                                 | Viver a Vida                        | Venceu    |
| 2009 | Melhores do Ano                            | Melhor Atriz                                 | Viver a Vida                        | Indicada  |
| 2010 | Prémio Emmy Internacional                  | Melhor Atriz                                 | Viver a Vida                        | Indicada  |
| 2010 | Prêmio Contigo! de TV                      | Melhor Atriz de Novela                       | Viver a Vida                        | Indicada  |
| 2010 | Troféu Imprensa[carece de fontes?]         | Melhor Atriz                                 | Viver a Vida                        | Venceu    |
| 2010 | Prêmio Contigo! de Cinema                  | Melhor Atriz (júri)                          | Divã                                | Indicada  |
| 2010 | Prêmio Contigo! de Cinema                  | Melhor Atriz (público)                       | Divã                                | Venceu    |
| 2010 | Brazilian Film Festival of Miami           | Melhor Atriz                                 | Divã                                | Venceu    |
| 2010 | Grande Prêmio Cinema Brasil                | Melhor Atriz                                 | Divã                                | Venceu    |
| 2010 | Prêmio Qualidade Brasil                    | Melhor Atriz de Teatro                       | Maria do Caritó                     | Venceu    |
| 2010 | Prêmio Shell                               | Melhor Atriz                                 | Maria do Caritó                     | Indicada  |
| 2011 | Prêmio Contigo! de Teatro                  | Melhor Atriz                                 | Maria do Caritó                     | Venceu    |
| 2011 | Isto É Gente                               | Personalidade do Ano                         | Fina Estampa                        | Venceu    |
| 2011 | Prêmio Quem de Televisão                   | Melhor Atriz                                 | Fina Estampa                        | Indicada  |
| 2011 | Melhores do Ano                            | Melhor Atriz                                 | Fina Estampa                        | Venceu    |
| 2012 | Troféu Imprensa                            | Melhor Atriz                                 | Fina Estampa                        | Venceu    |
| 2012 | Prêmio Contigo! de TV                      | Melhor Atriz de Novela                       | Fina Estampa                        | Venceu    |
| 2014 | Prêmio Extra de Televisão                  | Melhor Atriz                                 | Império                             | Venceu    |
| 2014 | Prêmio Quem de Televisão                   | Melhor Atriz                                 | Império                             | Indicada  |
| 2014 | Melhores do Ano                            | Melhor Atriz de Novela                       | Império                             | Indicada  |
| 2014 | Jornal Diário Gaúcho                       | Melhor Atriz                                 | Império                             | Venceu    |
| 2014 | Jornal Diário Gaúcho                       | Vilã do Ano                                  | Império                             | Venceu    |
| 2015 | Troféu Imprensa                            | Melhor Atriz                                 | Império                             | Venceu    |
| 2015 | Troféu Internet                            | Melhor Atriz                                 | Império                             | Indicada  |
| 2015 | Prêmio Contigo! de TV                      | Melhor Atriz de Novela                       | Império                             | Venceu    |
| 2017 | Melhores do Ano                            | Personagem do Ano                            | A Força do Querer                   | Venceu    |
| 2017 | Troféu UOL TV e Famosos                    | Melhor Atriz                                 | A Força do Querer                   | Indicada  |
| 2017 | Melhores do Ano Minha Novela               | Melhor Atriz                                 | A Força do Querer                   | Indicada  |
| 2018 | Troféu Internet                            | Melhor Atriz                                 | A Força do Querer                   | Indicada  |
| 2019 | Festival de Cinema da Lapa                 | Troféu Tropeiro                              | Homenagem                           | Venceu    |
| 2019 | Cine Ceará                                 | Troféu Eusélio Oliveira                      | Homenagem                           | Venceu    |
| 2019 | Troféu Nelson Rodrigues                    | Artes                                        | Homenagem                           | Venceu    |
| 2020 | Grande Prêmio Brasileiro de Cinema         | Melhor Atriz                                 | Maria do Caritó                     | Indicada  |
| 2021 | South Film & Arts Academy Festival         | Melhor Atriz                                 | A Lista (curta-metragem)            | Indicada  |
| 2021 | South Film & Arts Academy Festival         | Melhor Team Perfomance (com Giulia Bertolli) | A Lista (curta-metragem)            | Venceu    |
| 2022 | Prêmio Bibi Ferreira                       | Melhor Atriz em Peça de Teatro               | A Lista (peça)                      | Pendente  |
| 2024 | Festival Sesc Melhores Filmes              | Melhor Atriz Nacional                        | Tire 5 Cartas                       | Pendente  |
| 2025 | Prêmio iBest                               | Protagonista Influenciador                   | Garota do Momento                   | Pendente  |